# 夢ノ内千春
夢ノ内 千春（ゆめのうち ちはる）、3月3日 - ）は日本のイラストレーター。

## 沿革
小学生の頃からイラストを描いており、その後はボランティアで赤ちゃんに触れ合う機会があったことをきっかけに保育士の資格がとれる短期大学に進学。卒業後はソーシャルゲーム会社に3年間務めた後、2016年2月からフリーランスとして独立。
ゆめかわいいテイストのイラストを基盤に創作活動を行う。最近では商業グッズに使用するイラストの描き起こしも行う。

## 著書

### 画集
- 『DREAMING yumenouchi artworks 1』（一二三書房）2018年3月29日発売[2]、ISBN 978-4891994778。
- 『TRICK HEART yumenouchi artworks』（一二三書房）2020年12月4日発売[3]、ISBN 978-4891996772。

### 参考書
- 『ミニキャラの描き方 「ちまっとかわいい」を描く基本＆表現テクニック』（エムディエヌコーポレーション、インプレス）2022年10月28日発売[4]、ISBN 978-4-295-20444-2。